# Un taxi cap a Tobrouk
Un taxi cap a Tobrouk (títol original en francès: Un taxi pour Tobrouk) és una pel·lícula francesa dirigida per Denys de La Patellière, estrenada el 1960. Ha estat doblada al català. Amb diàlegs de Michel Audiard, aquesta pel·lícula demostra sobretot l'aparent absurd de les situacions que es creen durant una guerra, i que aquesta no arregla. L'antimilitarisme de la pel·lícula és el seu fil conductor, i els intercanvis entre els oficials i els homes del rang, entre els francesos i l'alemany, són amarats finalment d'una mena de camaraderia que els iguala a tots de cara a la guerra i els seus estralls.

## Argument
La pel·lícula comença per una mena de flashback a la nit del sopar de Nadal de 1941 i com els diversos personatges de la pel·lícula la passen:
- el capità Ludwig von Stegel que deixa la família al seu castell de Pomerània;
- el caporal Theo Dumas, acollit per una família anglesa a Londres, pensa en la seva taverna del raval de Montmartre;
- François Gensac deixa la seva àvia a Ablis per fugar-se a Londres després d'«haver-se avorrit sempre»;
- Samuel Goldmann s'exilia de França a bord d'un vaixell per evitar les persecucions antisemites ;
- Jean Ramirez, condemnat a mort, prepara l'evasió de la presó.

La pel·lícula prossegueix l'octubre de 1942 a Tobruk a la Líbia ocupada pels alemanys. Presenta un comando britànic del LRDG de les FFL que acaba de perpetrar un atac contra una posició alemanya. El tinent que els comandava ha estat mort, i els quatre homes restants es troben lliurats a ells mateixos.
A bord d'un vehicle, el comando deixa Tobruk en direcció a El Alamein, però es perd al desert. És sobrevolat per un avió i els francesos decideixen amagar la nacionalitat, sabent que els alemanys han capturat molts vehicles anglesos. Malgrat el fet que sigui alemany, no els ataca. En Jean Ramirez dispara a l'avió amb la metralladora; el toca, però l'avió té temps de tornar i incendiar el vehicle. El comando intenta salvar la ràdio, endebades i els seus components queden en una situació desesperada, sense aliments, aigua, ni comunicacions. El comando se separa: els durs (Dumas i Ramirez) decideixen posar-se en marxa en cerca de socors; els intel·lectuals (Gensac i Goldmann) volen romandre al lloc a esperar la mort. Però finalment, marxen tots quatre a la recerca de la salvació.
Després d'una llarga marxa, troben els rastres d'un vehicle. Els segueixen i sorprenen una patrulla alemanya. Ben emboscats, abaten els quatre soldats alemanys i es fan amb el cotxe. Descobreixen un oficial alemany (Von Stegel) que ha eludit la massacre. Després d'haver enterrat els soldats alemanys, marxen per unir-se a les línies angleses.
Von Stegel prevé el comando que van cap a una zona d'arenes movedisses, però els francesos no en fan cabal. Curts de benzina, s'acosten a les línies alemanyes, i s'esmunyen enmig d'una columna alemanya per avituallar-se. Han d'escapar-se a correcuita quan un presoner aliat reconeix en Goldmann i estúpidament el crida pel nom.
Fugint de la columna alemanya, quan el vehicle s'encalla en una duna de sorra, el capità von Stegel se n'apodera, fa presoners els quatre francesos i vol tornar cap a Tobruk. El caporal embarranca de nou el vehicle i els quatre francesos es neguen a treure'l. Uns i altre queden a l'espera durant molta estona. El capità sol contra els quatre s'acaba adormint i aquests reprenen el control del vehicle.
En ensopegar amb un camp de mines i de filats espinosos en ple desert, vacil·len a prosseguir, i decideixen retrocedir sobre els seus passos. L'alemany evita llavors que en Dumas trepitgi una mina, però Gensac, que ha anat a socórrer en Dumas, és greument ferit per l'explosió d'una altra.
Ja a prop d'El Alamein, es paren per posar una injecció a François. Mentre el caporal, a banda, reflexiona sobre si lliura o no l'oficial alemany a les autoritats, un blindat aliat dispara al vehicle alemany i mata els altres quatre supervivents.
El film s'acaba amb la desfilada de la Victòria. El brigadier és escridassat per un espectador, que li recrimina que no es llevi el quepis en passar les tropes. "Excuseu-me, tenia el cap a un altre lloc", respon.

## Rodatge
La pel·lícula no va poder ser rodada a Àfrica pel rebuig de les companyies d'assegurances, i ho fou a Espanya, prop d'Almeria. Basant-se en la impossibilitat de disposar de material militar, els camions alemanys van ser simulats a partir de camions de llegums i els tancs alemanys a partir de tractors camuflats amb cartró-pedra.